# ハニー・フラッパーズ
『ハニー・フラッパーズ』は、2014年9月13日公開の日本の映画。
笹木恵水監督の長編映画初挑戦作品で、主演の坂口杏里は本作が映画初主演。

## ストーリー
面接試験が苦手で内定を取ることができない就職活動中の女子大生の桐島実加は、友人の麻衣の誘いで六本木のキャバクラ「クラブ・ハニー」で体験入店を経てアルバイトを始める。
「クラブ・ハニー」は、No.1のキャバ嬢サキ、サキを脅かす存在になろうとしている他店から移籍してきた亜里沙、シングルマザーになる決意をしている由真、同僚に枕営業をさせて上前を撥ねる優香、事故で夫を亡くして女手一つで家族を養っている花枝など、さまざまな事情を抱えたキャバクラ嬢がひしめいていた。
そんなキャバ嬢たちと一緒に働くにつれ、実加はキャバクラ嬢という職業に特別な感情を抱き始める。ある日、面接を受けた企業から実加のもとへ1通の手紙が届く。

## キャスト
- 桐島実加 - 坂口杏里
- 花枝 - 川村ゆきえ
- サキ - 矢吹春奈
- 亜里沙 - 森下悠里
- 麻衣 - 岸明日香
- 由香里 - 杏さゆり
- 優香 - 折井あゆみ
- エリカ - 階戸瑠李
- 由真 - 紗綾
- リサ - 仁藤みさき
- 萌絵 - 川辺優紀子
- ユイ - みなみ（第2回全国伝説のキャバ嬢総選挙・優勝者）[4]
- 泰二 - JOY
- 高崎秀一 - RED RICE （湘南乃風）
- テル - 南圭介
- 辺見 - 松村邦洋（友情出演）
- 胡桃 - 水崎綾女（特別出演）

## 製作
- 本作のイベントとして、「第2回全国伝説のキャバ嬢総選挙」が開催され、優勝賞品として本作への出演権が与えられた[4]。
- 出演者の坂口、川村、矢吹、森下、岸、折井、階戸、紗綾、仁藤が参加したユニット「Honey Flappers」が主題歌「Believe myself」( 作詞・作曲 / 犬飼伸二 )を担当[1]。